# Сконская линия
Сконская линия (швед. Skånelinjen) – цепь оборонительных сооружений, возведённых в 1939-1940 годах вдоль южного побережья Швеции от Бостада (Сконе) до Виерюда (Блекинге). По имени премьер-министра П.А. Ханссона называлась также линией Пера Альбина (швед. Per Albin-linjen).

## История
Осенью 1938 года Главный штаб вооружённых сил Швеции распорядился произвести разведку местности вдоль линии Симрисхамн – Фальстербу для последующей закладки береговых укреплений, призванных защитить Швецию с моря от возможного нападения нацистской Германии. Строительство укреплений началось летом следующего года. Вскоре были возведены бетонированные ДОТы, предназначенные для установки в них пулемётов и размещения 6-9 солдат. Предполагалось, что сооружения протянутся вдоль всей береговой линии и образуют единую оборонительную цепь, в которой расстояние между огневыми точками не будет превышать 1200 м.
К концу 1939 года вдоль южного берега Сконе было возведено 271 сооружение. В декабре этого года начался второй этап строительства, в ходе которого были построены несколько оборонительных участков по всему сконскому побережью, в том числе и на берегу Эресунна. К апрелю 1940 года шведы успели возвести 124 укрепления. Первую линию оборонительных сооружений на эресуннском побережье начали строить в январе 1940 года. ДОТы возводились с расчётом на то, чтобы они могли выдержать снаряды 210-мм орудий и 300-килограммовые авиабомбы.
После 9 апреля 1940 года строительство велось форсированными темпами, поскольку возможность начала войны оценивалась как очень высокая. Так в первую неделю июня было забетонировано 16 ДОТов. Предполагалось, что Сконская линия будет иметь три рубежа обороны. Первый рубеж должен был располагаться вдоль линии побережья и предназначался для пресечения попыток десантирования с моря. Второй рубеж планировалось расположить немного вглубь побережья, чтобы иметь возможность продолжать сопротивление, если первая линия обороны будет прорвана или противник подойдёт с другого направления. На третьем рубеже предполагалось построить некоторое число укрытий для 24-48 человек. Впрочем, планы строительства трёх рубежей обороны были реализованы лишь на участке Хельсингборг – Викен, который являлся наиболее опасным участком при возможном вторжении.
В 60-е годы XX века оборонительные сооружения, расположенные возле стратегически важных портов были модернизированы и снабжены башнями отслуживших свой срок танков m/42 с их 75-мм орудиями. В конце 70-х годов вновь было проведено усиление линии: на побережье были построены новые артиллерийские ДОТы, снабжённые башнями от танков m/74. В 80-х годах в Сконе имелась 61 артиллерийская огневая точка с башнями от старых танков. Всего за всё время существования линии было построено 1063 ДОТа.
В начале 90-х годов в организации вооружённых сил Швеции в северо-западном Сконе произошли значительные изменения. Сконская линия была упразднена. Были расформированы заполнявшие её стрелковые и некоторые артиллерийские роты. На сегодняшний день все огневые точки на побережье Сконе демонтированы, за исключением танкобашенного ДОТа № 740 в Викене, который стал частью Музея мобилизационной готовности (Beredskapsmuseet).